# Dom z ognia
Dom z ognia – album studyjny polskiej piosenkarki Barbary Wrońskiej. Wydawnictwo ukazało się 9 lutego 2018 nakładem wytwórni muzycznej Kayax.
Pod względem muzycznym płyta łączy w sobie przede wszystkim pop alternatywny.
Album znalazł się na 25. miejscu polskiej listy sprzedaży – OLiS.
Album otrzymał nominację do Fryderyka w kategorii Album roku – pop alternatywny.

## Lista utworów
Opracowano na podstawie materiału źródłowego.
1. „Rozmowa” – 2:47
2. „Nie czekaj” – 4:48
3. „Koniec lata” – 2:57
4. „Nieustraszeni” – 4:39
5. „Abstrakcja” – 4:28
6. „Dom z ognia i lodu” – 3:53
7. „Prosta droga” – 3:25
8. „Depression” – 3:52
9. „Odnajdź mnie” – 3:51
10. „Blask” – 3:26

## Pozycja na liście sprzedaży
| Kraj   | Lista         | Najwyższa pozycja |
| ------ | ------------- | ----------------- |
| Polska | OLiS – albumy | 25                |